# Central Water Catchment
De Central Water Catchment (Chinees: 中央集水区, Maleis: Kawasan Tadahan Air Tengah, Tamil: மத்திய நீர் நீர்ப்பிடிப்பு) is een gebied van 37,15 km² in Singapore dat bestuurlijk een wijk of Planning Area vormt in de North Region van de stadstaat.
Het is een onbewoonde zone op het hoofdeiland van Singapore die samen met de Western Water Catchment cruciaal is voor de drinkwatervoorziening. In de wijk is een 28,8 km² groot natuurreservaat, Central Catchment Nature Reserve waarin water wordt opgevangen en geleid naar vier grote reservoirs die essentieel zijn voor Singapore,  MacRitchie, Upper Seletar, Upper Peirce en Lower Peirce Reservoir. In het gebied, aan de randen bevinden zich Singapore Zoo, de Night Safari, River Safari en als onderdeel van een natuurexploratiepad, de HSBC TreeTop Walk, een 250 m lange voetgangersbrug over tropisch regenwoud. In het gebied zijn paden voor voetgangers. Huisdieren en fietsen zijn verboden.